# Lovellona
Lovellona is een geslacht van weekdieren uit de klasse van de Gastropoda (slakken).

## Soorten
- Lovellona atramentosa (Reeve, 1849)
- Lovellona biconus Chino & Stahlschmidt, 2009
- Lovellona carbonaria Chino & Stahlschmidt, 2009
- Lovellona elongata Chino & Stahlschmidt, 2009
- Lovellona grandis Chino & Stahlschmidt, 2009
- Lovellona peaseana Finlay, 1927